# Отряд специального назначения СВР Азербайджана
Отряд специального назначения «Летучая мышь» СВР Азербайджана (азерб. Azərbaycan Respublikasının Xarici Kəşfiyyat Xidmətinin «Yarasa» Xüsusi Təyinatlı Dəstəsi) — структурное подразделение в составе Службы внешней разведки Азербайджанской Республики, предназначенное для ведения и организации специальных операций. Специализируется на проведении операций в глубоком тылу противника, преимущественно в ночное время суток.
Считается самым засекреченным специальным подразделением в Вооружённых силах Азербайджана. О существовании спецназа Службы внешней разведки Азербайджана стало официально известно только во время военного парада в декабре 2020 года.

## История

### Участие во Второй карабахской войне
В конце сентября 2020 года началась Вторая карабахская война с применением танков, летательных аппаратов и артиллерии. Бойцы из отряда специального назначения «Летучая мышь» Службы внешней разведки Азербайджанской Республики также наряду с другими подразделениями специального назначения принимали участие в боевых действиях, сражаясь на передовых участках фронта. Бойцы спецподразделения «Летучая мышь» работали в основном в тылу противника, участвовали в возвращении под контроль Азербайджана ряда населённых пунктов в ходе боевых действий. В частности, они одними из первых вошли в город Губадлы. В тяжёлых боях спецотряд «Летучая мышь» продемонстрировал высокую эффективность и воинскую дисциплину. 
В ходе состоявшегося 10 декабря 2020 года Парада Победы в Баку Азербайджан впервые показал спецподразделение «Летучая мышь» Службы внешней разведки.
Секретным указом президента Азербайджанской Республики Ильхама Алиева, несколько военнослужаших данного спецотряда по итогам войны были удостоены высшей степени отличия республики — звания «Герой Отечественной войны», а также награждены орденами «Победа» и «Карабах». В ноябре 2021 года информационно-аналитический портал Caliber.Az показал эксклюзивные кадры тренировки подразделения «Летучая мышь» СВР Азербайджана